# Coup d'État de novembre 1966 au Burundi
Le 29 novembre 1966, Michel Micombero, Premier ministre burundais de 26 ans, chasse du pouvoir le roi du Burundi, Ntare V, lui-même âgé de 19 ans ; Ntare V était absent du territoire au moment du coup d'État. Les auteurs du coup suppriment rapidement la monarchie. Micombero déclare la fin de la monarchie et le Royaume du Burundi devient une République, avec Micombero comme premier Président.
Ce coup d'État est le troisième en treize mois. Micombero, un Tutsi, dirige le pays durant dix ans, ce qui couvre la période du génocide de 1972.  Micombero est finalement évincé à l'occasion d'un coup d'État sans effusion de sang en 1976.

## Contexte
Ce coup d'État est le troisième à survenir en un an. Les précédents, en novembre 1965 et juillet 1966, font suite à l'assassinat du Premier ministre, Pierre Ngendandumwe, le 15 janvier 1965, et aux élections législatives de mai 1965.
Les assassinats, les tentatives de coup d'État, les élections controversées et les campagnes de nettoyage ethnique se combinent pour faire de la période suivant immédiatement l'indépendance une époque troublée pour la société burundaise.